# Amblypterus
Amblypterus es un género extinto de peces actinopterigios prehistóricos de la familia Amblypteridae. Este género marino fue descrito científicamente por Agassiz en 1833.

## Especies
Clasificación del género Amblypterus:
- † Amblypterus arcuatus Egerton 1850
- † Amblypterus beaumonti Egerton 1850
- † Amblypterus blainvillei Agassiz 1818
- † Amblypterus carolinae Hay 1902
- † Amblypterus decorus Egerton 1850
- † Amblypterus duvernoyi Agassiz 1833
- † Amblypterus latus Agassiz 1833
- † Amblypterus reussi Heckel 1861
- † Amblypterus stewarti Romer 1942
- † Amblypterus traquairi Woodward 1891
- † Amblypterus voltzi Agassiz 183